# Гараев, Абульфас Мурсал оглы
Абульфас Мурсал оглы Гараев (азерб. Əbülfəs Mürsəl oğlu Qarayev; род. 13 ноября 1956, Баку) — министр культуры Азербайджанской Республики с 30 января 2006 по 21 мая 2020 года.

## Биография
Абульфас Гараев родился 13 ноября 1956 года в городе Баку в семье хирурга Мурсала Караева, сына врача Абульфаза Караева и брата композитора Кара Караева.
В 1978 году окончил Институт иностранных языков. В этом же году начал преподавать в одной из средних школ Саатлинского района.
С 1978 по 1980 год служил в рядах Советской армии. 
С 1985 по 1989 год был на различных должностях Наримановского районного комитета Коммунистической партии.
С 1989 по 1992 год учился в аспирантуре Российской общественной Академии наук.
С 1992 года занимал должность старшего преподавателя кафедры культурологии Бакинского института социального управления и политологии (ныне Академия государственного управления при президенте Азербайджанской Республики).
В 1993 году стал коммерческим директором «Improteks» LTD (Баку). 
В 1994 году был назначен министром молодежи и спорта Азербайджанской Республики. 
С 1997 по 2006 год являлся первым вице-президентом Национального олимпийского комитета Азербайджана.
В период с 2001 по 2006 год был министром молодёжи, спорта и туризма страны.
В 30 января 2006 года был назначен министром культуры и туризма Азербайджанской Республики. 
Согласно Распоряжению президента Азербайджанской Републики  от 11 ноября 2016 года Абульфас Гараев был награждён орденом Славы.
23 апреля 2018 года был назначен министром культуры Азербайджанской Республики.
21 мая 2020 года был освобождён от должности министра культуры Азербайджанской Республики.

## Деятельность на международной арене
Абульфас Гараев является председателем Организационного комитета Всемирного форума по межкультурному диалогу, который проводится с 2011 года в партнерстве с ЮНЕСКО, Альянсом цивилизаций ООН, ВТО, Советом Европы и ИСЕСКО. С 2009 года является сопредседателем Межправительственной комиссии по сотрудничеству между Азербайджаном и Кубой.
В течение срока полномочий министра культуры и туризма он был председателем 6-й Исламской конференции министров культуры (2009—2011), возглавлял конференцию министров туризма ОИК (2006—2008), Постоянный совет министров культуры ТЮРКСОЙ (2009), Межправительственный комитет по нематериальному культурному наследию ЮНЕСКО (2013) и Совет по культурному сотрудничеству государств–участников СНГ.
Гараев был назначен председателем организационного комитета 7-го глобального форума Организации Объединенных Наций «Альянс цивилизаций», состоявшегося 25—27 апреля 2016 года в Баку.
Он также являлся президентом Генеральной конференции ИСЕСКО на 2015—2018 годы, а также председателем Национальной комиссии ИСЕСКО. Является членом Исполнительного совета ВТО и заместителем председателя Национальной комиссии Азербайджана по делам ЮНЕСКО.

## Награды
- Орден «Слава» (11 ноября 2016 года) — за плодотворную деятельность в области развития азербайджанской культуры[6].
- Орден «За службу Отечеству» I степени (1 августа 2019 года)[7].
- Орден «За заслуги» III степени (18 августа 2009 года, Украина) — за весомый личный вклад в укрепление международного авторитета Украины, популяризацию её исторического наследия и современных достижений и по случаю 18-й годовщины независимости Украины[8].
- Командор ордена искусств и литературы (2012 год, Франция).
- Медаль музея Лувр (2011 год, Франция)[9].
- Золотая медаль Австрийского правительства (2012 год, Австрия)[10].
- Специальный диплом и лента «Почётного академика» (2013 год, Международная гуманитарная академия «Европа-Азия», Казань, Россия)[11].
- Премия ИСЕСКО (2015 год)[12].
- Медаль Гайсына Гулиева (2017 год)[13].